# Lésigny (Sekwana i Marna)
Lésigny – miejscowość i gmina we Francji, w regionie Île-de-France, w departamencie Sekwana i Marna.
Według danych na rok 1990 gminę zamieszkiwało 7865 osób, a gęstość zaludnienia wynosiła 776 osób/km² (wśród 1287 gmin regionu Île-de-France Lésigny plasuje się na 267. miejscu pod względem liczby ludności, natomiast pod względem powierzchni na miejscu 371.).